# George Beauchamp
George D. Beauchamp (Coleman megye, Texas, 1899. március 18. – Los Angeles, Kalifornia, 1941. március 30.) amerikai feltaláló, hangszerész, a National String Instrument Corporation és a Rickenbacker társalapítója. Kezdetben hegedűn és lap steel gitáron játszott, később hangszerkészítéssel kezdett foglalkozni. Főleg elektromos és steel gitárokat, elektromos hegedűket, valamint a hozzájuk tartozó erősítőket készített.